# Frida (album)
A Frida a svéd énekesnő, későbbi ABBA tag Anni-Frid Lyngstad első stúdióalbuma, mely 1971. márciusában jelent meg az EMI Columbia kiadásában. Az albumot 1970. szeptembere és 1971. januárja között rögzítették. Az albumon későbbi vőlegénye Benny Andersson is közreműködött. Ez volt az egyetlen olyan album, mely az EMI kiadó által jelent meg, nem számítva a következő névadó albumra, mielőtt szerződést kötött volna a Polar Music kiadóval, és átigazolt az ABBA együttesbe.

## Előzmények

### Az album felvételei
Az album felvételeit a EMI Stúdiójában, az X-Levels Stúdióban, Stockholmban rögzítették  1970. szeptember 8. és 1971. január 15. között. Az album felvételeit Claes Rosendahl és Bengt Palmers irányította. A Min Engen Stad című dal felvétele 1971. július 12-én kezdődött, melyen Björn Ulvaeus, Benny Andersson is közreműködött, valamint Agnetha Fältskog vokálja is hallható a dalban. A dal felvételei 11 nappal később fejeződtek be. Lyngstad egyik Beatles feldolgozása, a The Long and Winding Road című korábban meg nem jelent dalát a brit ABBAtalk nevű YouTube csatorna szivárogtatta ki 2013. decemberében. A dalt svéd nyelven rögzítették.

### Utóhatása
Az album megjelenésekor Lyngstad négy évre szerződést kötött az EMI kiadóval, hiszen 1967-ben megnyerte a "New Faces" (Új arcok) című dalversenyt, és megjelent a svéd televízióban a "Hylands Hörna" című műsorban. Nem sokkal az album kiadása után 1972-ben Lyngstad nem újította meg az EMI-vel a szerződést  mivel a Polar Music-hoz szerződött, ahol felvette első önálló kislemezét. Ennek eredményeképpen az EMI-vel kötött szerződése alatt 1967 és 1972 között csupán egyetlen albuma jelent meg, és több kislemezt is készített, melyek albumra nem kerültek fel.

## Fogadtatása és újbóli kiadása
Az eredeti kiadás után az album nem került slágerlistára, viszont egyhangúlag pozitív visszajelzést kapott a kritikusoktól, akik megjegyezték Lyngstad sokoldalúságát, mint énekes. A svéd Dagens Nyheter című lapban az albumot professzionálisnak nevezték, Lyngstad mint magabiztos személyiség, jó temperamentumú, akit a humor és a gyengédség jellemez, és aki abszolúőt intelligens előadásmóddal énekel. Az albumot a következő évben is újra kiadták, melyen a korábban nem album dal, a "Min Egen Stad" nyit az album B. oldalán. A dal a svéd Svenstoppen  listán 1971. október 24.-én az 1. helyre került.
Frida slágerlistás dala után az albumot 1974-ben is kiadták az EMI Stjärnserie Vol. 7. sorozat részeként, majd 1997-ben Frida megjelentetett egy válogatás albumot Frida 1967-1972 címen, mely az album összes dalát tartalmazza. Ahogy ismételten megjelent a lemez, az Allmusic kritikusa Bruce Eder Frida énekét kifejezetten kifejező, tiszta hangúnak írta le, melyeket a korai ABBA felvételeken is hallani lehetett. 2017. április 22.-én a Parlophone újra kiadta az albumot 1500 és 3000 közötti példányszámban vinyl lemezen. Frida felvételeinek az EMI-vel történő joga egybeesik a Record Store Day 10. évfordulójával. Az album újbóli kiadása után az album a 28. helyen végzett a svéd albumlistán.  
 
 

## Számlista
| 1. | "Tre Kvart Från Nu (Three Quarters from Now)" (Melodi för Piano Op. 3:1 F-Dur)                  | Anton Rubinstein, Peter Himmelstrand              | 3:14 |
| 2. | "Jag Blir Galen När Jag Tänker På Dej (I Get Crazy When I Think Of You)" (Goin' Out of My Head) | Teddy Randazzo, Robert Weinstein, Stig Anderson   | 3:27 |
| 3. | "Lycka" (Happiness / Luck)                                                                      | Benny Andersson, Björn Ulvaeus, Anderson          | 2:59 |
| 4. | "Sen Dess Har Jag Inte Sett'en"                                                                 | Traditional, arr. Claes Rosendahl, Lars Berghagen | 2:08 |
| 5. | "Suzanne"                                                                                       | Leonard Cohen, Junsjö                             | 3:07 |

| 1. | "Allting Skall Bli Bra" (Everything Will Be Good/Everything's Alright)     | Tim Rice, Andrew Lloyd Webber, Junsjö | 6:14 |
| 2. | "Jag Är Beredd (I'm Ready)" (And I'll Be There)                            | Paul Leka, Denise Gross, Anderson     | 2:38 |
| 3. | "En Liten Sång Om Kärlek (A Little Song About Love)" (Five Pennies Saints) | Sylvia Fine, Berghagen                | 2:25 |
| 4. | "Telegram För Fullmånen" (Telegraph for Full Moon)                         | Cornelis Vreeswijk                    | 1:59 |
| 5. | "Barnen Sover" (The Children Sleeping)                                     | Himmelstrand                          | 3:35 |

## Közreműködő előadók
- Anni-Frid Lyngstad - vokál, háttérvokál
- Benny Andersson - zongora, producer, háttérvokál Min Egen Stad
- Björn Ulvaeus - producer, háttérvokál Min Egen Stad
- Agnetha Fältskog - háttérvokál Min Egen Stad
- Bengt Palmers - karmester, rendező
- Claes Rosendahl - karmester, rendező
- Björn Norén - hangmérnök

## Slágerlista
| Slágerlista (2017)                            | Legjobb helyezés |
| --------------------------------------------- | ---------------- |
| Svédország Swedish Albums (Sverigetopplistan) | 28               |